# Team Fortress 2
 (octobre 2022).
Si vous disposez d'ouvrages ou d'articles de référence ou si vous connaissez des sites web de qualité traitant du thème abordé ici, merci de compléter l'article en donnant les références utiles à sa vérifiabilité et en les liant à la section « Notes et références ».
Team Fortress 2, alias TF2, est un jeu vidéo de tir à la première personne multijoueur en ligne fondé sur le jeu d'équipe. Développé par Valve Corporation, il est la suite directe de Team Fortress Classic. Il est commercialisé dans la compilation de jeux vidéo The Orange Box le 10 octobre 2007 sur Windows et Xbox 360. Une version sur PlayStation 3 s'ensuit le 17 janvier 2008. Le jeu est par la suite commercialisé individuellement sur Windows le 9 avril 2008 et distribué sur Internet via la plate-forme de téléchargement Steam. La distribution au détail a été traitée par Electronic Arts. Le développement de Team Fortress 2 fut dirigé par John Cook et Robin Walker, les concepteurs originels de Team Fortress, une modification complète de Quake en 1996.
Le jeu est annoncé en 1998 et bénéficie d'emblée du moteur de jeu GoldSrc de Valve. En 1999, le jeu semble s'écarter de ses prédécesseurs en se dirigeant vers un gameplay plus réaliste et militaire. Ce n'est cependant que le début des changements et le style du jeu se métamorphose au fil des neuf années de développement. Le rendu final est proche d'un visuel de bande-dessinée, inspiré par l'art de J. C. Leyendecker, Dean Cornwell et Norman Rockwell, et est dorénavant fondé sur le Source Engine. Le jeu en lui-même s'articule autour de deux équipes, disposant chacune de neuf classes de personnage distinctes, s'affrontant dans différents modes de jeu prenant place dans des environnements spécialement étudiés. Ces personnages, dont l'identité a été soigneusement élaborée par Valve et mise en avant par une série de courts-métrages intitulée « Meet The », constituent les prémices des héros que l'on retrouve aujourd'hui dans le genre Hero shooter, dont Valve a contribué à définir les codes.
Le manque d'information ou de progrès apparent pendant six années du développement du jeu lui attribua l'étiquette de vaporware de la part du public, et il fut régulièrement présent dans la liste annuelle des vaporwares de Wired News.
La version allemande du jeu a été censurée jusqu'en décembre 2017. Jusqu'à cette date, le sang avait été remplacé par des petites taches jaunes et les morceaux de corps projetés lors des explosions avaient été remplacés par des jouets.
Le 23 juin 2011, Team Fortress 2 passe en Free to play sur Steam.
Depuis 2020, le jeu subit une vague de robots utilisant un Aimbot et insultant des joueurs au hasard dans le but de ruiner les parties. Les motivations des gens codant lesdits bots sont inconnues. Les joueurs déplorent le manque d'implication de Valve qui ne fait rien pour changer la situation, mais cherche quand même à faire de l'argent avec le jeu en ajoutant de nouveaux objets cosmétiques. La situation donnera naissance,en 2022, au mouvement #SAVETF2, un mouvement pacifique cherchant à interpeller Valve. En mai 2022, à la suite de ce mouvement, les développeurs annoncent qu'ils vont enfin se charger de régler le problème.

## Système de jeu

### Généralités
Comme ses prédécesseurs, Team Fortress 2 est construit autour de deux équipes s'affrontant pour un objectif. Ces deux équipes sont censées représenter une compagnie de démolition et une de construction : la Reliable Excavation and Demolition (ou RED, littéralement « Terrassement et Démolition Fiable ») et la Building League United (ou BLU, littéralement « Ligue de Construction Unie »), mais se discernent surtout par une couleur unique, le rouge pour l'une et le bleu pour l'autre. Les joueurs peuvent choisir de jouer l'une des neuf classes disponibles, chacune avec ses propres forces et faiblesses. Bien que les compétences d'un certain nombre de classes ne soient plus les mêmes que dans Team Fortress Classic, les éléments de base de chaque classe ont été conservés. Le jeu est sorti avec six cartes officielles et cinq cartes supplémentaires ont été ajoutées dans les mises à jour ultérieures. Quand les joueurs rejoignent une carte pour la première fois, une vidéo d'introduction montre comment compléter ses objectifs. Le nombre de joueurs par partie est limité à 24 sur Windows, bien qu'il puisse être poussé jusqu'à 32 sur certains serveurs, et à 16 sur Xbox 360 et PlayStation 3. Le jeu est enrichi en permanence de nouvelles cartes réalisées par la communauté de joueurs.
Team Fortress 2 est le premier jeu multijoueur de Valve à offrir des statistiques détaillées individuellement pour chaque joueur. Cela comprend le temps passé à jouer chaque classe, les meilleurs scores obtenus et les meilleures performances lors de l'accomplissement d'objectifs sur un seul round. La persistance des statistiques permet aux joueurs de suivre leur amélioration personnelle et d'être prévenus durant une partie du dépassement de leurs propres records, tel que le nombre de headshots ou de dommages causés sur un round. Team Fortress 2 propose aussi de nombreux succès pour la réalisation de certaines tâches, telles que faire un certain nombre de tueries ou compléter un objectif en un temps donné. Des succès supplémentaires et spécifiques à chaque classe ont été ajoutés lors de mises à jour, lesquels récompensent les joueurs de nouvelles armes lors de leur accomplissement. Les succès débloqués et les statistiques individuelles sont visibles via la page de profil  de chaque joueur sur le Steam Community et le Xbox Live.

### Personnages
Team Fortress 2 propose 9 personnages jouables répartis équitablement dans 3 catégories: Attaque, Défense et Support. Chacun de ces personnages possède des forces et faiblesses différentes ce qui leur donne un rôle différent sur le champ de bataille ainsi que différentes stratégies de jeu. Chaque personnage possède au moins 3 armes communément appelées principale, secondaire et de corps à corps. Ils ont été présenté par Valve dans des vidéos humoristiques nommées « Meet The... ».

#### Attaque
- Scout (VO : Nathan Vetterlein (en) ; VF : Maël Davan-Soulas) : Le Scout est rapide et agile, il peut faire un Double saut, mais il a peu de points de vie. Il peut capturer des points deux fois plus vite que les autres classes et peut rapidement abattre des classes moins robustes, mais sa santé relativement faible le rend très vulnérable aux canons de tourelles de l'Engineer et au minigun du Heavy[11]. Il est un jeune Américain venant de Boston, cadet d'une fratrie de 8 garçons. Avec sept frères plus âgés à ses côtés, les bagarres avaient tendance à se terminer avant qu'il ne puisse se mettre à distance de frappe, alors le scout s'est entraîné à courir pour leur échapper. Ses armes sont un fusil à dispersion (une sorte de fusil de chasse dont les propriétés sont proches de celles du fusil à pompe), un petit pistolet et une batte en aluminium. C'est la classe la plus appropriée au combat au corps à corps du fait de sa vitesse[12],[13].
- Soldier (VO : Rick May (en) ; VF : Patrick Bethune) : Le Soldier brandit un puissant lance-roquettes efficace à toutes les distances, bien que son petit chargeur et sa lenteur de rechargement puissent être gênants[11]. Il est originaire du Midwest. Malgré son souhait de participer à la Seconde Guerre mondiale, il est rejeté de tous les branches de l'armée américaine. Il achète un ticket et rejoint le théâtre européen par ses propres moyens en Pologne où il se met à combattre les nazis jusqu'à la fin de la guerre en 1949 (dans l'histoire du jeu). Ses autres armes sont la pelle et le fusil à pompe. Il peut se servir de ses roquettes afin de décoller dans les airs[12],[14].
- Pyro (VO : Dennis Bateman (en) ; VF : Dennis Bateman (en)) : Le Pyro porte une combinaison noire ignifugée pour se protéger de son lance-flammes, qui peut enflammer les adversaires. S'il est mortel à courte portée et dans les espaces clos, le Pyro est beaucoup moins efficace dans les espaces ouverts[11]. L'identité et l'origine du Pyro sont inconnus et il ne communique qu'avec des marmonnements. Il est aussi armé d'une hache de pompier et d'un fusil à pompe[12],[15].

#### Défense
- Demoman (VO : Gary Schwartz ; VF : Pierre Alam) : Le Demoman dispose d'un lance-grenade qui peuvent faire ricocher les tirs dans les coins, et de bombes collantes détonantes à distance qui sont idéales pour tendre des pièges[11]. Il vient de Ullapool et est fasciné par les explosifs qu'il souhaite utiliser pour tuer le monstre du loch Ness ayant tué ses premiers parents adoptifs lorsqu'il avait 6 ans. C'est lorsqu'il pratiquait avec des explosif qu'il a perdu son œil gauche. Sa troisième et dernière arme est une bouteille de Whisky. Il est très efficace pour défendre des zones[12],[16].
- Heavy (VO : Gary Schwartz ; VF : Thierry Mercier) : Le Heavy a le plus de points de vie, mais il est aussi le plus lent puisqu'il porte un minigun géant qui peut tuer les adversaires proches en quelques secondes[11]. Originaire de Russie, le Heavy est décrit comme un géant capable d'arracher vos membres. Ses armes secondaires sont un fusil à pompe et ses poings[12],[17].
- Engineer (VO : Grant Goodeve ; VF : Marc Alfos) : L'Engineer a la capacité unique de construire des structures, comme des tourelles, des distributeurs de munitions/santé et des téléporteurs. Bien qu'il soit également armé d'un fusil à pompe, d'un pistolet et d'une clé à molette en temps qu'arme de mêlée, sa principale préoccupation est de construire et d'entretenir ses machines à des endroits stratégiques[11]. Il est originaire de Bee Cave, a travaillé pendant dix ans dans les puits de pétrole texans et a obtenu onze doctorats. Il est le seul personnage avec le Spy à posséder plus de 3 armes/outils. C'est une classe demandant une planification tactique importante et qui représente l'un des atouts principaux de la défense d'une équipe[12],[18].

#### Support
- Medic (VO : Robin Atkin Downes ; VF : Martial Le Minoux) : Originaire de Stuttgart, le Medic est un médecin allemand ayant appris la médecine durant une période où le serment d'Hippocrate était considéré comme optionnel. Il possède une curiosité morbide qui prend la priorité sur le soin. Il est équipé d'un appareil de soin nommé « Medi Gun », un pistolet à seringues et une scie à os. Il fera en général équipe avec un Heavy, lui apportera le soin et son compère la puissance de feu[12],[19]. Son appareil de soin possède un système de charge qui augmente lors qu'il soigne un autre joueur, lorsqu'un seuil est atteint, il est possible d'obtenir une invulnérabilité ou un bonus de dégâts temporaire[20].
- Sniper (VO : John Patrick Lowrie (en) ; VF : Patrick Borg) : Un Australien qui a été traqueur de gibier dangereux dans l'impitoyable outback australien, le Sniper y passait des mois seul. Cet isolement prolongé lui a appris qu'on a pas besoin de compter sur les autres si l'on ne rate jamais sa cible. Il est équipé d'un fusil de sniper, d'un pistolet mitrailleur compact, et d'un kukri. Un tir chargé du fusil de sniper peut tuer d'un seul coup la plupart de ses ennemis[12],[21].
- Spy (VO : Dennis Bateman (en) ; VF : Serge Thiriet) : Il vient de France et est spécialisé dans la dissimulation et le déguisement. Ses armes sont un revolver et un couteau papillon, il possède aussi plusieurs outils: un kit de déguisement « Spytron 3000 » lui permettant de se déguiser en un joueur de l'équipe ennemie, un « Electro-Sapper » utilisé pour désactiver les équipements de l'Engineer ainsi qu'une montre lui permettant d'être invisible pour une durée limitée[12],[22].

On appelle aussi les personnages, les « classes ». Toutes les classes ont une raillerie (une moquerie) propres à certaines armes du jeu, elles sont parfois mortelles et permettent au joueur de tuer ses adversaires avec style. Certaines railleries (généralement appelé Taunt dans le cas suivant) peuvent être achetées, elles sont utilisables par toutes les classes et elles ont un effet permanent jusqu'à ce que le joueur décide d'arrêter, elles peuvent être utilisées seules ou avec un partenaire (même un adversaire), comme le « Kazotsky kick ». Quelquefois (de manière aléatoire ou selon certaines conditions), les armes font des coups critiques, c'est un bonus triplant les dégâts. Il est également possible de provoquer avec certaines armes des mini-crits (un tiers de dégâts en plus). En accomplissant des succès, de nouvelles armes sont débloquées.
L’apparence du personnage peut être changée, ainsi que ses armes/outils, les nouvelles sont à débloquer mais doivent être achetées dans la majorité des cas. Tout un système d’échange (Monnaie avec objets du jeu, changement des prix des objets du jeu…). À la fin d'une partie, l'équipe perdante se fait humilier et ne peut pas attaquer, l'équipe gagnante doit achever les perdants et leurs armes infligerons automatiquement des coups critiques. Elle peut même pour cela entrer dans les zones d'apparition de l'équipe adverse, chose impossible lors d'une partie. À noter qu'il est toujours possible pour les deux équipes d'effectuer des railleries.

### Modes de jeu
Il existe plusieurs modes de jeu dans Team Fortress 2, dont des variantes connues.

#### Modes de jeux officiels
- Charge Utile : l'équipe Blu doit pousser un wagon en étant à proximité de celui-ci jusqu'à la ligne d'arrivée. L'équipe Red doit jouer la défense et empêcher l'arrivée du wagon pendant le temps imparti.
- Roi de la Colline : un point de contrôle unique est disposé sur la carte, chaque équipe a une minuterie qui ne s'active que lorsqu'elle contrôle la zone, la première équipe dont la minuterie s'achève gagne.
- Attaque/Défense : l'équipe Blu doit capturer tous les points de contrôle défendus par l'équipe Red en sachant qu'un point capturé ne peut être repris.
- Course à la charge utile : les 2 équipes ont chacune un wagon qu'elles doivent pousser, le premier wagon atteignant la ligne d'arrivée gagne, tout comme le principe de la charge utile.
- Point de Contrôle : il existe 5 points de contrôle sur le terrain, la première équipe qui capture les 5 points gagne. Cependant, les points peuvent être recapturés par l'équipe adverse.
- Capture du Drapeau : chaque équipe a un drapeau (représenté sous la forme de mallette de document), le but est de capturer le drapeau adverse et de le rapporter à la base tout en protégeant le sien.
- Livraison Spéciale ou Australium : Les deux équipes se battent pour amener un mallette neutre jusqu'à une plateforme puis tenir la position jusqu'à faire décoller une fusée. Lorsqu'une équipe s'empare de la mallette, l'autre équipe ne peut plus la récupérer et doit la défendre en attendant qu'elle redevienne neutre pour pouvoir la prendre à son tour.
- Arena :  un mode match à mort par équipe en sachant que les joueurs ne peuvent réapparaître pendant la manche quand ils se font tuer.
- Destruction de Robots : Chaque équipe dispose de 6 robots qu'elle doit protéger, tout en détruisant ceux de l'équipe adverse, ce qui donnera des points. Le but est d'atteindre en premier un nombre de points requis, en sachant que ces derniers peuvent être volés dans le réacteur (ou base) ennemi, à la manière d'une Capture du Drapeau.
- Mannpower : Une capture du drapeau qui s'agrémente de bonus à ramasser, ainsi qu'un grappin pour chaque joueur permettant un déplacement plus rapide[23].
- Le passe temps est un mode de jeu dans lequel les deux équipes doivent marquer des buts à l'aide d'un ballon. Le jeu est en trois buts gagnants et il est possible de faire des passes. Le joueur ayant le ballon ne peut ni tirer ni utiliser de capacités. Des bonus de vitesse sont situés à mi-chemin entre le centre et le but de chaque équipe.
- Médiéval : ce mode de jeu est une variante de l'attaque/défense dans lequel aucune arme considérée comme "moderne" n'est utilisable : un Sniper pourra utiliser son Huntsman, qui est un arc, mais pas son fusil de précision habituel par exemple. Le Medic pourra utiliser l'Arbalète du Croisé. Le Spy a accès à son Kit de déguisement ainsi que ses montres.
- Destruction de Joueurs : Les deux équipes doivent récupérer des objets sur des joueurs tués et doivent les donner dans des zones particulières qui restent pendant environ 1 minute (dans la carte officielle Watergate : les objets sont des bières et la zone particulière est un rayon tracteur d'un vaisseau aliens qui passe sur une partie de la carte). L'équipe gagnante est celle qui réussit à apporter le maximum des objets. Le joueur d'une des équipes ayant le plus d'objets sera vu par tous les joueurs.
- Contrôle Territorial : une variante de Point de Controle, plusieurs cartes avec 1 point pour chaque équipe, les cartes se ressemblent mais le chemin pour atteindre les points sont différents. Si une équipe capture les 3 points adverses, ils ont un temps imparti pour capturer le dernier, l'équipe adverse ne peut pas capturer l'autre point qui est inaccessible mais doivent réussir à défendre le dernier pour le récupérer.

#### Variantes
Les variantes sont disponibles depuis un menu nommé serveurs communautaires. Elles sont reconnaissables par un préfixe au nom de la carte comme DR_bank est une map de death run comme indiqué par le dr_ 
- Highlander : un match à mort en 9 contre 9, en sachant que chaque joueur a une classe différente.
- Saxton Hale(VSH_) : mod le plus connu de Team Fortress 2, se joue selon les règles du mode Arena (pas de réapparition durant la manche). Une équipe qui peut atteindre jusqu'à 31 joueurs s'affronte avec l'équipe adverse, composée d'un seul joueur unique : Saxton Hale. Si l'équipe classique dispose de ses armes habituelles, Saxton Hale ne peut attaquer qu'au corps à corps (les coups sont quasiment mortels). Cependant, il est très mobile, très résistant et dispose d'une santé extrêmement élevée (variant selon le nombre de joueurs). À noter que si un Spy poignarde Saxton Hale, il infligera un pourcentage des PV max de celui-ci (défini par le serveur) mais n'occasionnera pas une mort immédiate du boss.
  - Freak Fortress(VSH_) :S'inspire de Saxton Hale, par son principe, sauf que le boss du jeu dispose d'autres caractéristiques et d'apparence différentes. Certains sont des personnages de d'autres univers vidéoludique.
  - Jump (JUMP_): carte spéciale n'ayant qu'une équipe et dont l'objectif est d'accomplir un parcours de sauts propulsés. Toutes les classes sont autorisées, mais seules le Demoman et le Soldier seront capables d'avancer. La plupart des joueurs choisiront ce dernier, les sauts propulsés du Demoman permettant généralement de traverser la carte sans réellement réfléchir, ce qui enlève l'intérêt du mode de jeu.
  - Zombies Fortress (ZF_) : carte spéciale avec deux équipes, humains et zombies. Il y a au début un seul zombie qui peut réapparaître et avoir trois classes : scout, spy et soldier. Sans arme, il contamine en tuant ou touchant (selon la carte) les humains. Ces derniers sont armés et doivent utiliser le décor pour survivre un temps donné.
  - Dodgeball(TFDB_) : deux équipes de Pyro s'échangent des roquettes autoguidées à l'aide du souffle du monir. Tous les joueurs disposent de munitions illimitées et ne peuvent pas infliger des dégâts avec autre chose que les roquettes. Bien que les joueurs soient répartis dans les 2 équipes, au moment de son lancement ou d'une réflexion, la roquette cible un joueur précis. Un membre de son équipe pourra l'intercepter s'il le souhaite, bien que cette pratique soit mal vue et puisse mener à l'exclusion d'un joueur (les points étant octroyés au voleur et non au joueur ciblé à la base). À chaque réflexion réussie, la vitesse de la roquette augmente de façon linéaire. Le nom du mode de jeu vient de l'anglais Dodgeball, qui signifie balle aux prisonniers en français.
  - Jail(JAIL_) : des gardiens armés dont un principal qui contrôle les cellules doivent faire faire des mini-jeux aux prisonniers, ils ont accès à une armurerie qui a une entrée alternative pour les prisonniers, eux ont des armes mais ne peuvent pas s'en servir par manque de munitions. Ce mode de jeu est surtout communautaire car le bon fonctionnement repose uniquement sur les gardiens et les prisonniers car certain gardiens tuent directement les prisonniers ce qui vaut souvent un ban si un administrateur du serveur le remarque.
  - Death Run(DR_) : ce mode de jeu est en aréna donc pas de réapparitions et fonctionne un peu comme le Saxton Hale sauf que le bleu doit utiliser des pièges activables à la main pour tuer les reds à la fin du parcours s'il reste un red qui finit le parcours, il peut choisir entre différents mini-jeux ou tuer le bleu ce mode est relativement populaire.
  - TD(TD_) : ce mode met en scène une équipe d'enginers qui doivent survivre face à des attaques de robots avec leurs tourelles les enginers sont limités à quatre et ils peuvent bâtir des tourelles bots améliorables qui tirent en continu dans une direction et qui sont remplaçables.
  - Randomizer (IDLE) :  un mode de jeu avec toutes les cartes où soit les joueurs les classent soit le serveur choisit la classe aléatoirement avec des armes aléatoires qui ne possède pas forcément et qui ne correspondent pas à la classe ils se battent dans des cartes communautaires ou officiels.
  - x10 : toutes les caractéristiques des armes sont multipliées par 10.

#### Coopération
- Mann Vs Machine : lancé à la mi-2012, ce mode de jeu permet à une équipe de trois à six joueurs de s'unir pour survivre aux différentes vagues de robots (adversaires fondés sur les classes habituelles du jeu), contrôlés par l'intelligence artificielle.
- Mann up : une variante du Mann vs Machine. Les objectifs et le gameplay sont les mêmes, mais à la différence qu'on ne peut accéder à ce mode de jeu qu'avec un Ticket de Mann Up, achetable uniquement dans le Magasin du jeu. À la fin de chaque vague de Mann vs Machine, quand le Mann Up est activé, chaque joueur recevra quelques objets en récompenses. Le ticket sera alors détruit.

## Taunts
Un taunt est une danse, où nous sommes à la 3e personne, immobile ou en mouvement. Certains taunts permettent aux joueurs qui n'en possède pas de faire le même qu'une personne le possédant.

### Taunt kill
Lors d'un taunt kill, nous sommes dans le même état qu'un taunt classique, mais le personnage effectue une action ou un geste pouvant tuer un joueur.

### Kazotsky kick
Le Kazotsky kick (ou Soldier of dance) est le taunt le plus viral du jeu. Il provient d'une danse traditionnelle Russe, le kazatchok.
Le nom est un jeu de mots avec "kazatsky", qui peut signifier aussi "kazatchok".
L'autre nom de cette danse est "danse cosaque", un terme couramment utilisé pour décrire le type de danse folklorique slave que cette danse parodie.

## Développement

### Origines
La série débute avec Team Fortress, qui est un mod gratuit du jeu vidéo Quake, victime d'un grand succès à l'époque. Le mod est développé par trois jeunes australiens et sort en 1996. Pour la conception de Team Fortress 2, ces trois développeurs sont contactés et deux d'entre eux — Robin Walker et John Cook — sont embauchés par Valve Corporation. Le développement débute en 1998, sur la base du moteur de jeu GoldSrc.
Lors de l'acquisition de la licence Team Fortress, il est décidé que sa suite ne sera pas un simple mod mais un stand-alone à part entière, en vente dans le commerce. Pour dépanner les fans — dont une grande partie avait acheté Half-Life en prévision d'une sortie proche de Team Fortress 2 en tant que mod gratuit de ce jeu — le travail commença par la création d'un simple portage de Team Fortress qui sortit en 1999 sous l'appellation de Team Fortress Classic. Il a été conçu entièrement avec le kit de développement d'Half-Life disponible publiquement, donnant un exemple à la communauté et à l'industrie de la flexibilité de ce kit.
Walker et Cook sortent très enthousiastes de leur passage de trois mois chez Valve, et signent alors pour un contrat à plein temps sur la conception du jeu, en pleine métamorphose. À l'époque, Team Fortress 2 doit devenir un jeu de guerre moderne, avec une hiérarchie militaire comprenant un commandant disposant d'une vue globale sur le champ de bataille, avec des parachutes pouvant atterrir sur le territoire ennemi, un réseau de communication vocale et de nombreuses autres innovations.
À partir du début des années 2000, de moins en moins d'informations filtrent sur le jeu jusqu'à un silence radio complet. Ce ne fut que le 13 juillet 2006 que Valve annonça enfin des nouvelles de son jeu. Le style graphique était totalement changé pour celui que l'on connaît désormais, à savoir des graphismes très cartoon ou comics, des classes instantanément identifiables et un second degré très présent. Bien après la sortie du jeu, on apprendra que Valve aurait développé trois versions différentes du jeu avant d'être satisfait de son travail. Le jeu sortit le 10 octobre 2007 sur PC, à prix individuel sur Steam ou inclus dans le pack Orange Box de Valve. Depuis la mi-2011, le jeu devint free-to-play sur Steam, l'inventaire est réduit, et les armes nécessitent un certain temps de jeu pour être débloqués. Le jeu est également jouable sur Playstation 3 et Xbox 360, car inclus dans l'Orange Box sur console, cependant, la version console de Team Fortress 2 n'est plus mise à jour. Les joueurs ayant acheté le jeu avant qu'il ne devienne gratuit se sont vu remettre un cosmétique spécial, appelé "Preuve d'Achat" dont la description est "D'une autre époque". Celui-ci permet au joueur d'affirmer son ancienneté car il n'est pas possible de l'obtenir autrement.

### Résultat final
Par rapport aux premières captures d'écrans vues à la fin des années 1990, la différence est flagrante voire choquante. Le style est devenu plus cartoon, avec des personnages largement stéréotypés. Chacune des neuf classes de personnages est aisément reconnaissable grâce à une silhouette, une vitesse, une démarche et une arme principale unique. Le Soldier par exemple est très large d'épaules, porte son bazooka sur l'épaule droite, a des bras beaucoup plus gros et longs que les jambes et court assez lentement. Le Heavy, lui, est plus gros et lent ; il porte son minigun devant lui lorsqu'il tire. Cela suffit à reconnaître deux personnages pourtant théoriquement tout à fait semblables pour leur forte carrure.
De même, chacun des deux camps, BLU et RED possèdent des architectures et des couleurs bien différentes. Les BLU ont un style industriel portant des couleurs froides autour du bleu. Les RED ont un style architectural plus agricole ou artisanal et portent des couleurs plus chaudes tournant en général autour des rouges et ocres. Ainsi, le joueur perdu peut se retrouver très facilement dans le décor si la carte suit bien la charte graphique apportée par Valve Corporation à son jeu.

## Aspect compétitif
Depuis à peu près 2009, surtout en France, Team Fortress 2 a gravi les échelons du jeu électronique, encore considéré par certaines personnes comme un jeu tout public qui n'aurait pas été assez travaillé dans son mode multijoueur compétitif, les communautés des différents pays ont su démontrer l'inverse en attribuant une place maîtresse à ce jeu dans les plus brillantes lan-party que ce soit aux États-Unis ou en Europe.
C'est ainsi que pour les saisons 2009-2010, 2010-2011 et 2011-2012, Team Fortress 2 a été inclus aux masters des jeux vidéo qui est la plus grande association organisatrice d'évènements de sport électronique en France. Elle a permis à la communauté française de participer à cinq évènements reconnus par la scène du sport électronique française.
En juillet 2016, près de neuf ans après sa sortie, Valve lance un mode compétitif, afin de concurrencer Overwatch, lancée plus tôt dans l'année. Ce mode propose un classement aux joueurs, permettant entre autres d'équilibrer les parties. Une refonte de la partie « jeu occasionnel » est également apporté.

## Système d’échange
Team Fortress 2 offre la possibilité d'échanger des objets, plus ou moins rares, entre les joueurs possédant un compte premium, dans le but d'établir un commerce d'objet, avec une valeur en métal pour chaque arme, accessoires, raillerie, chapeau, suivant la rareté de la chose (Rétro, Unique, Étrange, Inhabituel, Authentique, Valve, Hanté, Fait soi-même).
L'unité de valeur d'un sac-à-dos est le métal affiné qui équivaut à 18 armes, soit neuf ferrailles ou trois métaux recyclés.
Différents objets sont ensuite utilisés pour caractériser la valeur des sacs-à-dos plus importants, à savoir la « clé Mann Co. » (une clé à 2,40 € sur le magasin Mann Co., pour ouvrir des caisses Mann Co. prévues à cet effet, et obtenir des armes, chapeaux, pièces étranges ou des chapeaux unusual), le « Bill's hat » (chapeau promotionnel obtenu grâce à la pré-commande de Left 4 Dead) et les « Ecouteurs » (écouteurs Apple obtenu lors de l'installation de Team Fortress 2 sur Mac du 10 juin 2010 au 14 juin 2010).
Il est également possible depuis la création du Marché de la communauté Steam, de vendre les objets dits "négociables" directement contre de l'argent crédité sur le porte-monnaie Steam du vendeur. La plateforme perçoit toutefois un pourcentage de la vente, ce qui explique que des sites tiers aient vu le jour (marketplace.tf, mannco.store...).

## Bande-son
À  chaque démarrage de jeu, on entend une musique tirée au hasard parmi celles-ci :
- Drunken Pipe Bomb
- Rocket Jump Waltz
- The Art of War
- Playing with Danger
- More Gun
- Right Behind You
- Petite Chou-Fleur
- Faster Than A Speeding Bullet
- Intruder Alert
- A Little Heart to Heart
- MEDIC!
- Archimedes
- Dreams Of Cruelty
- The Calm
- ROBOTS!
- Dapper Cadaver
- Rise Of The Living Bread
- Red Bread
- Three Days To Live
- Seduce Me!
- Stink Lines
- It Hates Me So Much
- Missfortune Teller
- Saluting the Fallen

À noter que la plupart de ces œuvres ont été jouées par l’orchestre de Valve.

## Accueil
Distribué dans The Orange Box, le jeu fut accueilli positivement par la presse et les joueurs. Certains ont reproché le manque de cartes, la présence de coups critiques, ou encore l'aspect graphique bande dessinée. Néanmoins, Valve Corporation a petit à petit ajouté de nombreuses cartes (issues de la communauté ou développées en interne) au fil des mises à jour majeures spéciales, nommées en fonction de la ou des classes modifiées (par exemple, l'upgrade du Scout).
Ces mises à jour, qui n'ont jamais cessé, changent significativement le gameplay de la classe en question, ajoutent des nouveaux succès et de nouvelles armes spéciales pour cette classe. C'est aussi en général l'occasion pour Valve de baisser temporairement le prix des objets du jeu le temps d'un week-end voire de proposer des événements pour jouer au jeu pour se faire une idée.
Visiblement à l'écoute des joueurs et surveillant leur comportement grâce à Steam, Valve a su construire une communauté solide autour du jeu qui contribue à son succès actuel et toujours non démenti plusieurs années après sa sortie[non neutre].

## Ouverture des sources
Le 18 février 2025, soit plus de 17 ans après sa sortie, et alors que le jeux continue a rassembler des dizaines de milliers de joueurs journaliers, Valve ouvre les sources du jeu en les intégrant au SDK du moteur Source. Cette ouverture permets aux moddeurs de sortir des produits non commerciaux en se basant sur le jeu, l'univers et le code source de Team Fortress 2. Des actions similaires sur d'autres jeux de Valve ont permis à la communauté de sortir des jeux comme Black Mesa, ou bien Portal Stories: Mel. Cette ouverture des sources est aussi accompagnée d'une mise à jour sur de nombreux jeux Valve, dont TF2 notamment afin d'apporter le support 64 bits,.